# Angolo complementare

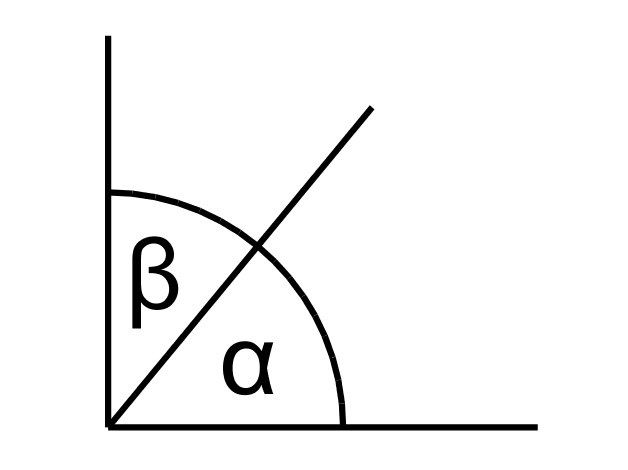
Angoli complementari

In geometria, l'angolo complementare di un dato angolo è un angolo di ampiezza tale che, sommato all'angolo dato, permette di ottenere un angolo retto, ovvero di 90 gradi.
Da tale definizione possiamo dire che due angoli complementari sono due angoli che sommati hanno un'ampiezza totale di 90°.
Gli angoli complementari quindi sono sempre acuti.
In geometria euclidea, i due angoli dell'ipotenusa di un triangolo rettangolo sono complementari tra loro, poiché la somma delle ampiezze degli angoli interni di ogni triangolo ammonta a 180° e di questi 90° riguardano l'angolo retto.
Il passaggio dall'ampiezza di un angolo compresa tra 0 e 90 gradi e l'ampiezza di un suo complementare è una involuzione.
La funzione seno dell'angolo complementare di un angolo dato è la funzione coseno dell'angolo dato.

La funzione tangente dell'angolo complementare di un angolo dato è la funzione cotangente dell'angolo dato.

La funzione secante dell'angolo complementare di un angolo dato è la funzione cosecante dell'angolo dato.